# René Alix
Pour les articles homonymes, voir Alix.
René Alix né le 14 septembre 1907 à Sotteville-lès-Rouen, mort le 30 décembre 1966 à Paris (13e arrondissement) est un organiste, chef de chœur et compositeur français.

## Biographie
Alix fait ses études musicales à Rouen avec Marcel Lanquetuit, à Paris avec Georges Caussade et Albert Bertelin. Il est organiste à l'église Saint-Michel du Havre de 1929 à 1939. En 1945, il est nommé directeur des chœurs de la RTF puis en 1954 il dirige l'École César-Franck. Auteur d'une grammaire musicale de référence, il a écrit comme compositeur des pièces pour piano et pour orgue, des messes, un quatuor à cordes, des mélodies, des poèmes symphoniques (Les Revenants, Danses, Confidences) et un oratorio Les Saintes Heures de Jeanne d'Arc (1954).
En 1962, il a reçu le Grand Prix de la Ville de Paris.

## Œuvres

### Opéra
- Yolande, opéra-comique (1937)

### Musique orchestrale
- Revenants, ballade symphonique (1945)
- Suite brève, pour piano et cordes (1948)
- Concerto pour piano et orchestre, op. 16 (1949)
- Danses et confidences, suite (1950)

## Musique chorale
- Les Très saintes heures de Jeanne d'Arc, oratorio (1954)
- Messe, pour soli, chœur et orchestre (1955)
- Messe matutinale, pour  chœur a cappella (1958)

### Musique de chambre
- Sonate pour violon et piano (1938)
- 2 Quatuors à cordes (1954)

## Télévision
- Les Perses (1961}, direction du chœur

## Source
- Alain Paris, Dictionnaire des interprètes Bouquins/Laffont 1988, p. 149
- Theodore Baker et Nicolas Slonimsky (trad. de l'anglais par Marie-Stella Pâris, préf. Nicolas Slonimsky), Dictionnaire biographique des musiciens [« Baker's Biographical Dictionary of Musicians »], t. 1 : A-G, Paris, Robert Laffont, coll. « Bouquins », 1995 (réimpr. 1905, 1919, 1940, 1958, 1978), 8e éd. (1re éd. 1900), 4 728 p. (ISBN 2-221-06510-7), p. 57